# Rakouská mužská házenkářská reprezentace
Rakouská házenkářská reprezentace mužů reprezentuje Rakousko na mezinárodních házenkářských akcích, jako je mistrovství světa nebo mistrovství Evropy.

## Mistrovství světa
| Rok/pořádající země                | Účast                           |
| ---------------------------------- | ------------------------------- |
| MS 1938 Německo                    | Stříbrná medaile                |
| MS 1954 Švýcarsko                  | Bez účasti                      |
| MS 1958 NDR                        | 11. místo                       |
| MS 1961 SRN                        | Bez účasti                      |
| MS 1964 ČSSR                       | Bez účasti                      |
| MS 1967 Švédsko                    | Bez účasti                      |
| MS 1970 Francie                    | Bez účasti                      |
| MS 1974 NDR                        | Bez účasti                      |
| MS 1978 Dánsko                     | Bez účasti                      |
| MS 1982 SRN                        | Bez účasti                      |
| MS 1986 Švýcarsko                  | Bez účasti                      |
| MS 1990 ČSFR                       | Bez účasti                      |
| MS 1993 Švédsko                    | 14. místo                       |
| MS 1995 Island                     | Bez účasti                      |
| MS 1997 Japonsko                   | Bez účasti                      |
| MS 1999 Egypt                      | Bez účasti                      |
| MS 2001 Francie                    | Bez účasti                      |
| MS 2003 Portugalsko                | Bez účasti                      |
| MS 2005 Tunisko                    | Bez účasti                      |
| MS 2007 Německo                    | Bez účasti                      |
| MS 2009 Chorvatsko                 | Bez účasti                      |
| MS 2011 Švédsko                    | 18. místo                       |
| MS 2013 Španělsko                  | Bez účasti                      |
| MS 2015 Katar                      | 13. místo                       |
| MS 2017 Francie                    | Bez účasti                      |
| MS 2019 Dánsko, Německo            | 19. místo                       |
| MS 2021 Egypt                      | 26. místo                       |
| MS 2023 Polsko, Švédsko            | Bez účasti                      |
| MS 2025 Chorvatsko, Dánsko, Norsko | 17. místo                       |
| Celkem                             | Účast – 8× · – 0× · – 1× · – 0× |

## Mistrovství Evropy
| Rok/pořádající země               | Účast                           |
| --------------------------------- | ------------------------------- |
| ME 1994 Portugalsko               | Bez účasti                      |
| ME 1996 Španělsko                 | Bez účasti                      |
| ME 1998 Itálie                    | Bez účasti                      |
| ME 2000 Chorvatsko                | Bez účasti                      |
| ME 2002 Švédsko                   | Bez účasti                      |
| ME 2004 Slovinsko                 | Bez účasti                      |
| ME 2006 Švýcarsko                 | Bez účasti                      |
| ME 2008 Norsko                    | Bez účasti                      |
| ME 2010 Rakousko                  | 9. místo                        |
| ME 2012 Srbsko                    | Bez účasti                      |
| ME 2014 Dánsko                    | 11. místo                       |
| ME 2016 Polsko                    | Bez účasti                      |
| ME 2018 Chorvatsko                | 15. místo                       |
| ME 2020 Norsko, Rakousko, Švédsko | 8. místo                        |
| ME 2022 Maďarsko, Slovensko       | 20. místo                       |
| ME 2024 Německo                   | 8. místo                        |
| Celkem                            | Účast – 6× · – 0× · – 0× · – 0× |

## Olympijské hry
| Rok/pořádající země     | Účast                           |
| ----------------------- | ------------------------------- |
| LOH 1936 Berlín         | Stříbrná medaile                |
| LOH 1972 Mnichov        | Bez účasti                      |
| LOH 1976 Montreal       | Bez účasti                      |
| LOH 1980 Moskva         | Bez účasti                      |
| LOH 1984 Los Angeles    | Bez účasti                      |
| LOH 1988 Soul           | Bez účasti                      |
| LOH 1992 Barcelona      | Bez účasti                      |
| LOH 1996 Atlanta        | Bez účasti                      |
| LOH 2000 Sydney         | Bez účasti                      |
| LOH 2004 Athény         | Bez účasti                      |
| LOH 2008 Peking         | Bez účasti                      |
| LOH 2012 Londýn         | Bez účasti                      |
| LOH 2016 Rio de Janeiro | Bez účasti                      |
| LOH 2020 Tokio          | Bez účasti                      |
| Celkem                  | Účast – 1× · – 0× · – 1× · – 0× |